# 바운드 (비디오 게임)
《바운드》(Bound)는 메인 캐릭터가 댄서 역할을 하는 플랫폼, 아트 비디오 게임이다. 플라스틱(Plastic)이 개발하였고 소니 인터랙티브 엔터테인먼트가 배급하였으며 2016년 8월 16일에 플레이스테이션 4용으로 출시되었다.
이 게임은 스타일, 독창성 면에서 여러 긍정적인 평가를 받았으나 게임플레이 면에서 비평을 받았다.

## 게임플레이
플레이어는 무명의 공주, 발레 댄서를 컨트롤하며 초현실주의적 꿈과 같은 환경을 탐험한다. 공주는 도전을 완수하여 하며 적들을 무찌르기 위해 춤을 추는 능력이 있다.

## 줄거리
이 게임은 한 여성의 어릴적 추억을 다시 방문하는 데에서 시작한다. 게임 세계에서 메인 캐릭터는 세상을 파괴하는 몬스터를 정복하기 위해 어머니, 여왕의 명령을 따르는 공주이다. 게임의 크리에이티브 디렉터에 따르면 "게임 안의 모든 것은 커다란 메타포(metaphor)"이며 게임의 세계가 아닌 실생활을 보여주는 게임 장면들이 있다.

## 개발
이 게임의 크리에이티브 디렉터 Michal Staniszewski에 따르면 이 게임은 개발에 3년 반이 소요되었다.

## 평가
| 평가                                          |        |
| --------------------------------------------- | ------ |
| 통합 점수 통합사 점수 메타크리틱 71/100 [ 2 ] |        |
| 통합 점수                                     |        |
| 통합사                                        | 점수   |
| 메타크리틱                                    | 71/100 |